# Карлайл (вулкан)
Карлайл — активный стратовулкан на Аляске (Северная Америка), находится на одноимённом острове.
Высота над уровнем моря кратера — 1610 м. Гора имеет почти идеальные конические очертания.

## Активность
Известно о нескольких зарегистрированных извержений вулкана Карлайл в течение XIX века, а также о нескольких сообщениях о вулканической деятельности в этом районе в течение XVIII века. Последнее извержение произошло в 1987 году. В силу удалённости от населённых пунктов и близости соседних вулканов данные о активности неполны и носят отрывочный характер.